# NTLDR

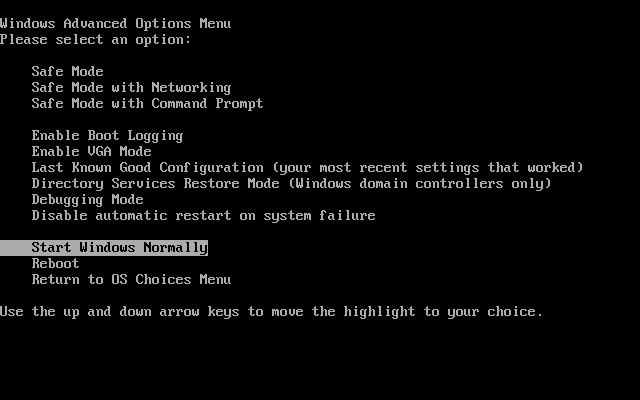
Zrzut ekranu menu opcji zaawansowanych systemu Windows wygenerowany przez program ładujący NTLDR Boot loader systemu Microsoft Windows XP.

NTLDR (skrót od ang. New Technology Loader) – program rozruchowy służący przede wszystkim do ładowania systemów Windows NT, 2000, XP lub Server 2003.
W systemie Windows Vista został zastąpiony przez Windows Boot Manager i Boot Configuration Data.
Kod umieszczony w sektorze rozruchowym pierwszej partycji (nie w MBR-ze) wczytuje do pamięci program NTLDR, który po odczytaniu pliku BOOT.INI wyświetla menu wyboru systemu lub od razu uruchamia Windows. Zależy to od liczby wpisów w BOOT.INI.
NTLDR potrafi również odczytać sektor rozruchowy z pliku. Dzięki temu można załadować inny program rozruchowy (np. LILO) lub system operacyjny.

## BOOT.INI
Boot.ini to plik zawierający listę systemów operacyjnych, wykorzystywany przez NTLDR w starszych (przed Windows Vista) systemach z rodziny Microsoft Windows NT.
Znajduje się w głównym folderze partycji, np. C:\boot.ini, jest ukryty. Można go edytować, ale powinien być modyfikowany wyłącznie przez doświadczonych użytkowników. W razie jego utraty można użyć narzędzia do naprawy pliku boot.ini z konsoli odzyskiwania: bootcfg /rebuild.
W systemie Windows Vista Boot.ini został zastąpiony przez Boot Configuration Data (BCD).
Za jego pomocą można załadować dowolny system z rodziny Windows, lub uruchomić inny program ładujący np. LILO, czy GRUB. Standardowo nie umożliwia rozruchu z innych źródeł, niż dyski twarde, jednak po dodaniu stosownego programu ładującego do listy jest to możliwe.

### Zawartość

#### Boot loader
Zawiera opcje NTLDR, takie jak:
- timeout – czas wyświetlania menu wyboru systemu operacyjnego w sekundach, po którym zostanie wybrany system domyślny,
- default – ścieżka do domyślnego systemu operacyjnego.

#### Systemy operacyjne
Zawiera listę systemów operacyjnych, razem z opcjami uruchamiania. Każdy wpis składa się z dwóch (w przypadku systemów spoza rodziny NT) lub trzech (dot. systemów z rodziny NT) elementów:
a) ścieżki ARC (Advanced RISC Computing) w przypadku systemów z rodziny NT, lub litery dysku w przypadku innych systemów Microsoftu, bądź litery dysku i ścieżki do pliku boot loadera w przypadku innych systemów operacyjnych.
Ścieżka ARC składa się z pięciu elementów:
- multi() – określa kontroler dysku (domyślnie 0)
- disk() – j.w.
- rdisk() – określa numer dysku fizycznego w ramach sterownika NTBOOTDD.SYS (najczęściej 0 – oznacza Primary Master w przypadku kontrolera ATA)
- partition() – określa numer partycji, 0 – dla wolnej przestrzeni na dysku, 1 – x dla istniejących partycji, gdzie pierwsze numery oznaczają kolejne partycje podstawowe na dysku, natomiast pozostałe oznaczają kolejne partycje logiczne.
- \WINDOWS – określa katalog główny partycji systemowej

b) Nazwa wyświetlana.
Tak zobaczy się wpis w menu wyboru. Może być dowolna. Pomocne, jeśli tworzy się kilka opcji uruchamiania jednego systemu.
c) Opcje ładowania systemu.
Określają parametry, z jakimi zostanie uruchomiony system.

### Przykład
```
[bootloader]
timeout=40
default=multi(0)disk(0)rdisk(0)partition(2)\WINNT
[operating systems]
multi(0)disk(0)rdisk(0)partition(1)\WINDOWS="Microsoft Windows XP Home Edition" /noexecute=optin /fastdetect
multi(0)disk(0)rdisk(0)partition(1)\WINDOWS="Microsoft Windows XP Home Edition – ratunkowy" /noexecute=optin /fastdetect /basevideo /sos /debug /noguiboot /bootlog /safeboot:minimal(alternateshell)
multi(0)disk(0)rdisk(0)partition(2)\WINNT="Microsoft Windows 2000"
C:\="Microsoft Windows Me"
C:\lxboot.dos="DreamLinux 3.5"
```

timeout=40 – czas wyświetlania menu 40 sekund
default=multi(0)disk(0)rdisk(0)partition(2)\WINNT – Domyślny system w tym przypadku Windows 2000
multi(0)disk(0)rdisk(0)partition(1)\WINDOWS="Microsoft Windows XP Home Edition" /noexecute=optin /fastdetect – ścieżka Windows XP Home Edition – rozruch standardowy, domyślny kontroler dysków, kanał Primary Master, pierwsza partycja podstawowa
multi(0)disk(0)rdisk(0)partition(1)\WINDOWS="Microsoft Windows XP Home Edition – ratunkowy" /noexecute=optin /fastdetect /basevideo /sos /debug /noguiboot /bootlog /safeboot:minimal(alternateshell) – przykładowy wpis z opcjami ułatwiającymi niektóre naprawy. W tym przypadku system startuje w trybie VGA (16 kolorów, rozdzielczość 640×480), wyświetla nazwy ładowanych sterowników podczas startu systemu, włącza debuger jądra podczas ładowania systemu, wyłącza pasek postępu podczas ładowania, powoduje włączenie rejestrowania rozruchu w pliku o nazwie systemroot\Ntbtlog.txt, uruchamia tryb awaryjny z wierszem poleceń; domyślny kontroler dysków, kanał Primary Master, pierwsza partycja podstawowa
multi(0)disk(0)rdisk(0)partition(2)\WINNT="Microsoft Windows 2000" – uruchamia Windows 2000, domyślny kontroler dysków, kanał Primary Master, druga partycja podstawowa
C:\="Microsoft Windows Me" – uruchamia Windows Me
C:\lxboot.dos="DreamLinux 3.5" – uruchamia DreamLinux 3.5 za pomocą pliku boot loadera – lxboot.dos – znajdującego się na dysku C:\ w katalogu głównym